# Álvaro Montero
Álvaro David  Montero Perales (El Molino, La Guajira, 29 de marzo de 1995) es un futbolista colombiano. Juega como arquero en el Club Atlético Vélez Sarsfield de la Primera División de Argentina. Es Internacional absoluto con la selección Colombia. 

## Orígenes y formación
Montero nació en El Molino, municipio fronterizo con Venezuela, en el departamento de La Guajira. Tras jugar para una escuela de fútbol en la ciudad de Valledupar tomaría rumbo a Medellín en donde milita en la categorías sub-15 de Atlético Nacional.

A mí, mis primeros guayos y mis primeros guantes me los regaló Armani . Yo tenía 14–15 años más o menos. El arquero titular era Pezzuti.

Pues lo mismo, uno con las condiciones económicas no tan buenas... En ese momento era tipo 11 (talla de guantes) y los guayos tenían un hueco aquí, así (bromeando). Se da el tema porque nosotros entrenando allá en Guarne, que cuando llueve mucho y hace el frío y todo el tema, que uno frenaba y el dedo se asomaba como una tortuga. Entonces Armani vio la situación y me regaló unos guayos grises con verde y unos guantes.
Cuando jugamos Millonarios–River (2023) en Estados Unidos, yo voy a saludarlo y darle las gracias por esa situación. 

Declaración de Montero, sobre como inicio en la profesión de futbolista.

En 2012, pasaría por las divisiones menores de Millonarios en donde al no tener chances de ser promovido al equipo profesional, dirigido por Hernán Torres, decide probar suerte en el fútbol internacional.

## Trayectoria

### São Caetano
Para 2013 firma su primer contrato profesional con el São Caetano de Brasil, durante toda la campaña fue la tercera opción para la porteria del Azulão por detrás del titular Rafael de Carvalho Santos y el suplente Fabio Toth.
Debutaría el 21 de julio de 2013 en un partido de la Copa Paulista. Durante esta temporada Montero juega 17 partidos de los 79 oficiales que disputó el equipo, y se resalta que fue compañero de la leyenda y mundialista brasileño, Rivaldo.
En 2014, Montero, comienza a recibir sus primeros llamados a las selecciones juveniles de Colombia, y es relegado a la quinta alternativa en portería del equipo.

### San Lorenzo
El 10 de julio de 2015 se confirma que el joven arquero colombiano es nuevo jugador de San Lorenzo por cuatro años donde compartió vestuario con Mario Yepes y Pedro Franco. La entidad azulgrana pagó 200 000 dólares por el 80 por ciento de su ficha. Rescinde el contrato en octubre de 2016.
En su estadía tan solo iría al banco de suplentes en dos oportunidades ante Argentinos Jrs y Atlético Rafaela, sin llegar a sumar minutos en cancha.

### Cúcuta Deportivo
El 31 de enero de 2017 fichó por el Cúcuta Deportivo de la Categoría Primera A de Colombia. Debutó el 18 de marzo en la victoria por la mínima como locales frente a La Equidad Seguros.

### Deportes Tolima
Por petición del entrenador Alberto Gamero en el año 2018 Montero llega al Deportes Tolima de la Categoría Primera A de Colombia. Debuta el 24 de marzo sacando el empate a dos goles como visitantes ante el Independiente Medellín en el Estadio Atanasio Girardot.
Luego de la lesión del paraguayo Joel Silva se consolida como titular en el equipo pijao con muy buenas actuaciones, siendo así el arquero titular del equipo el resto del campeonato, le atajó un penalti a Independiente Medellín en la semifinal y dos a Atlético Nacional en la gran final en la cual sería la pieza clave para la segunda estrella del Deportes Tolima.
Para el torneo apertura 2021 Montero nuevamente es fundamental en la obtención de la tercera estrella del Deportes Tolima la cual obtuvieron ante Millonarios.
El 29 de octubre de 2021 el equipo Pijao decidió por mutuo acuerdo residir su contrato, luego de fichar con Millonarios en pleno torneo.

### Millonarios

#### 2022
Tras tener discrepancias con el senador Camargo (dueño del Deportes Tolima) ante la negativa de este de no traspasarlo a los clubes que ofertaron por él: Beşiktaş turco, Venezia italiano y a los clubes argentinos Boca Juniors, Lanús e Independiente, el 26 de octubre del 2021 se confirma su llegada al Millonarios, a partir de la temporada 2022.
El 21 de enero debuta como titular en la victoria 1-0 frente al Deportivo Pasto en condición de visitante. En este partido, Montero ataja su primer penal como arquero de Millonarios. Desde entonces, se consolidó como el arquero titular del equipo dirigido por Alberto Gamero, ganandose así un puesto nuevamente en la selección de Colombia. Fue, justamente con Montero, que Alberto Gamero consiguió ganar su primer título como entrenador de Millonarios, siendo este la Copa Colombia, ante el Junior.
En esta temporada Montero consiguió sumar 30 vallas invictas a lo largo de 2022, convirtiéndose así en el portero con más arcos en cero a nivel mundial.

#### 2023
En la temporada 2023, Montero gana su segundo título con Millonarios: el Torneo Apertura, ante Atlético Nacional. Montero fue fundamental para la obtención del título gracias a sus dos atajadas en la tanda, a Cristián Zapata y Jarlan Barrera, permitiendo que el equipo consiguiera así su estrella número 16.
Por otra parte, Montero repite final de Copa Colombia, nuevamente ante Atlético Nacional. Y aunque el campeonato se definió nuevamente desde el punto penal, en esta ocasión fue el 'Verdolaga' el que se llevó la victoria.

#### 2024
El inicio del año trae más alegrías: en enero, Montero es pieza clave para ganar la Superliga  de Colombia frente a Junior, siendo figura en la final de vuelta, manteniendo su arco en cero tras el 2‑0 necesario para remontar la llave. Por otro lado, da una asistencia de gol.

#### 2025
Montero arranca el semestre dejando su marca imborrable: mantiene siete partidos consecutivos sin recibir gol en el Torneo Apertura, acumulando 721 minutos de invulnerabilidad. Además, vuelve a brindar una asistencia de gol.
El 17 de julio se anuncia su salida de Millonarios tras 4 años en el club en los que ganó la Copa Colombia 2022, el Torneo Apertura 2023 y la Superliga 2024.

### Vélez Sarsfield
El 17 de julio de 2025 se anuncia su llegada a Vélez Sarsfield a préstamo por dos años con opción de compra.

## Selección nacional

### Selección juvenil
Jugó para el equipo Sub-20 en el Campeonato Sudamericano de Fútbol Sub-20, con el cual logró la clasificación a la Copa Mundial de Fútbol Sub-20 de 2015 disputada en Nueva Zelanda.
Fue seleccionado por Carlos Restrepo Isaza para el plantel de 23 hombres que disputó la Copa Mundial de Fútbol Sub-20 de 2015 que tuvo lugar en Nueva Zelanda. En el Mundial fue titular los cuatro partidos que le tocó jugar a la Selección Colombia antes de ser eliminada en dieciseisavos de final. En el torneo, tuvo la valla invicta en dos oportunidades y le convirtieron cinco goles en total.

#### Participaciones en Sudamericano Sub-20
| Campeonato                  | Sede    | Resultado  | PJ | GR | VI |
| --------------------------- | ------- | ---------- | -- | -- | -- |
| Sudamericano Sub-20 de 2015 | Uruguay | Subcampeón | 8  | -5 | 5  |

#### Participaciones en Copas del Mundo Juveniles
| Mundial                     | Sede          | Resultado        | PJ | GR | VI |
| --------------------------- | ------------- | ---------------- | -- | -- | -- |
| Copa Mundial Sub-20 de 2015 | Nueva Zelanda | Octavos de final | 4  | -5 | 1  |

### Selección absoluta
El 29 de septiembre de 2018 recibe su primera convocatoria a la Selección Colombia tras sus buenas actuaciones con Deportes Tolima para los amistosos ante Costa Rica y Estados Unidos por el DT encargado Arturo Reyes Montero.
El 18 de marzo de 2019 en un partido por la liga italiana el portero titular de la selección David Ospina sufre una lesión lo cual le hace imposible participar en los amistosos contra Japón y Corea del sur, por lo cual Montero es convocado de urgencia por el entrenador nacional Carlos Queiroz. El 31 de marzo es seleccionado en la lista final de 23 jugadores que disputaran la Copa América 2019 en Brasil. El 3 de junio debuta en la tricolor contra Panamá en un partido amistoso en el que ganarían 3 por 0 en el estadio El Campin ingresando en el segundo tiempo por David Ospina. Debuta de manera oficial el 23 de junio por la Copa América 2019 en la victoria por la mínima frente a Paraguay jugando todo el partido.
El 12 de octubre de 2023 debuta en las Eliminatorias, en el empate 2-2 ante Uruguay, luego de la expulsión de Camilo Vargas por doble tarjeta amarilla.El 17 de octubre de 2023 debuta como titular en Eliminatorias ante Ecuador, logrando mantener su arco en cero y jugando todo el encuentro.

#### Participaciones enCopas América
| Torneo                 | Sede                   | Resultado              | PJ | GR | VI |
| ---------------------- | ---------------------- | ---------------------- | -- | -- | -- |
| Copa América 2019      | Brasil                 | Cuartos de final       | 1  | 0  | 1  |
| Copa América 2024      | Estados Unidos         | Subcampeón             | 0  | 0  | 0  |
| Total en Copas América | Total en Copas América | Total en Copas América | 1  | 0  | 1  |

#### Participaciones enEliminatorias al Mundial
| Eliminatoria                               | Sede del Mundial                | Posición               | Resultado  | PJ | GR | VI |
| ------------------------------------------ | ------------------------------- | ---------------------- | ---------- | -- | -- | -- |
| Eliminatorias Mundial de Catar 2022        | Catar                           | 6°lugar 23pts          | Eliminado  | 0  | 0  | 0  |
| Eliminatorias Mundial de Norteamérica 2026 | Estados Unidos, México y Canadá | 6°lugar 22pts          | En disputa | 2  | -1 | 1  |
| Total en Eliminatorias                     | Total en Eliminatorias          | Total en Eliminatorias | 0/1        | 2  | -1 | 1  |

## Estadísticas
| Club | Div.                | Temporada           | Liga | Liga | Liga | Copas nacionales | Copas nacionales | Copas nacionales | Torneos internacionales | Torneos internacionales | Torneos internacionales | Total | Total | Total | Media goles |
| Club | Div.                | Temporada           | PJ   | GR   | Imb. | PJ               | GR               | Imb.             | PJ                      | GR                      | Imb.                    | PJ    | GR    | Imb.  | Media goles |
| --- | ------------------- | ------------------- | ---- | ---- | ---- | ---------------- | ---------------- | ---------------- | ----------------------- | ----------------------- | ----------------------- | ----- | ----- | ----- | ----------- |
| São Caetano · Brasil | 2.ª                 | 2013                | 0    | 0    | 0    | 17               | -16              | 5                | —                       | —                       | —                       | 17    | -16   | 5     | 0.94        |
| São Caetano · Brasil | 3.ª                 | 2014                | 0    | 0    | 0    | —                | —                | —                | —                       | —                       | —                       | 0     | 0     | 0     | 0.0         |
| São Caetano · Brasil | A2                  | 2015                | —    | —    | —    | —                | —                | —                | —                       | —                       | —                       | —     | —     | —     | 0.0         |
| São Caetano · Brasil | Total club          | Total club          | 0    | 0    | 0    | 17               | -16              | 5                | 0                       | 0                       | 0                       | 17    | -16   | 5     | 0.94        |
| San Lorenzo Argentina | 1.ª                 | 2015-16             | 0    | 0    | 0    | —                | —                | —                | —                       | —                       | —                       | 0     | 0     | 0     | 0.0         |
| San Lorenzo Argentina | Total club          | Total club          | 0    | 0    | 0    | 0                | 0                | 0                | 0                       | 0                       | 0                       | 0     | 0     | 0     | 0.0         |
| Cúcuta Deportivo · Colombia | 1.ª                 | 2017                | 0    | 0    | 0    | 6                | -7               | 2                | —                       | —                       | —                       | 6     | -7    | 2     | 1.17        |
| Cúcuta Deportivo · Colombia | Total club          | Total club          | 0    | 0    | 0    | 6                | -7               | 2                | 0                       | 0                       | 0                       | 6     | -7    | 2     | 1.17        |
| Deportes Tolima · Colombia | 1.ª                 | 2018                | 38   | -33  | 15   | —                | —                | —                | —                       | —                       | —                       | 38    | -33   | 15    | 0.87        |
| Deportes Tolima · Colombia | 1.ª                 | 2019                | 34   | -29  | 14   | 6                | -4               | 3                | 8                       | -9                      | 3                       | 48    | -42   | 20    | 0.88        |
| Deportes Tolima · Colombia | 1.ª                 | 2020                | 18   | -12  | 8    | 3                | -2               | 1                | 6                       | -2                      | 4                       | 27    | -16   | 13    | 0.59        |
| Deportes Tolima · Colombia | 1.ª                 | 2021                | 30   | -24  | 12   | 2                | -1               | 1                | 7                       | -8                      | 2                       | 39    | -33   | 15    | 0.85        |
| Deportes Tolima · Colombia | Total club          | Total club          | 120  | -98  | 49   | 11               | -7               | 5                | 21                      | -19                     | 9                       | 152   | -124  | 63    | 0.82        |
| Millonarios · Colombia | 1.ª                 | 2022                | 49   | -35  | 26   | 8                | -6               | 4                | 2                       | -4                      | 0                       | 59    | -45   | 30    | 0.76        |
| Millonarios · Colombia | 1.ª                 | 2023                | 39   | -34  | 14   | 7                | -4               | 3                | 10                      | -12                     | 3                       | 56    | -50   | 20    | 0.89        |
| Millonarios · Colombia | 1.ª                 | 2024                | 38   | -27  | 19   | 3                | -1               | 2                | 6                       | -12                     | 0                       | 47    | -40   | 21    | 0.85        |
| Millonarios · Colombia | 1.ª                 | 2025                | 23   | -14  | 15   | —                | —                | —                | 1                       | -1                      | 0                       | 24    | -15   | 15    | 0.63        |
| Millonarios · Colombia | Total club          | Total club          | 149  | -110 | 74   | 18               | -11              | 9                | 19                      | -29                     | 3                       | 186   | -150  | 86    | 0.81        |
| Total en su carrera | Total en su carrera | Total en su carrera | 269  | -208 | 123  | 52               | -41              | 21               | 40                      | -48                     | 12                      | 361   | -297  | 156   | 0.82        |
| (1) Incluye datos de la Copa Paulista, Copa Colombia y Superliga de Colombia. (2) Incluye datos de Copa Libertadores y Copa Sudamericana. (3) Media de goles por encuentro. No incluye goles en partidos amistosos. |                     |                     |      |      |      |                  |                  |                  |                         |                         |                         |       |       |       |             |

### Selección
| Selección         | Año               | Amistosos | Amistosos | Amistosos | Eliminatoria Mundialista | Eliminatoria Mundialista | Eliminatoria Mundialista | Copa Mundial | Copa Mundial | Copa Mundial | Copa América | Copa América | Copa América | Total | Total | Total |
| Selección         | Año               | PJ        | GR        | Imb.      | PJ                       | GR                       | Imb.                     | PJ           | GR           | Imb.         | PJ           | GR           | Imb.         | PJ    | GR    | Imb.  |
| ----------------- | ----------------- | --------- | --------- | --------- | ------------------------ | ------------------------ | ------------------------ | ------------ | ------------ | ------------ | ------------ | ------------ | ------------ | ----- | ----- | ----- |
| Colombia Sub-20   | 2015              | --        | --        | --        | 8                        | -3                       | 6                        | 4            | -5           | 1            | --           | --           | --           | 12    | -8    | 7     |
| Colombia Sub-20   | Total             | --        | --        | --        | 8                        | -3                       | 6                        | 4            | -5           | 1            | --           | --           | --           | 12    | -8    | 7     |
| Colombia Sub-21   | 2014              | 2         | -1        | 1         | --                       | --                       | --                       | --           | --           | --           | --           | --           | --           | 2     | -1    | 1     |
| Colombia Sub-21   | Total             | 2         | -1        | 1         | --                       | --                       | --                       | --           | --           | --           | --           | --           | --           | 2     | -1    | 1     |
| Colombia Sub-23   | 2016              | --        | --        | --        | --                       | --                       | --                       | --           | --           | --           | --           | --           | --           | 0     | -0    | 0     |
| Colombia Sub-23   | Total             | --        | --        | --        | --                       | --                       | --                       | --           | --           | --           | --           | --           | --           | 0     | -0    | 0     |
| Colombia Mayores  | 2019              | 2         | -0        | 2         | --                       | --                       | --                       | --           | --           | --           | 1            | 0            | 1            | 3     | -0    | 3     |
| Colombia Mayores  | 2020              | --        | --        | --        | 0                        | 0                        | 0                        | --           | --           | --           | --           | --           | --           | 0     | -0    | 0     |
| Colombia Mayores  | 2021              | --        | --        | --        | 0                        | 0                        | 0                        | --           | --           | --           | --           | --           | --           | 0     | -0    | 0     |
| Colombia Mayores  | 2022              | 0         | 0         | 0         | 0                        | 0                        | 0                        | --           | --           | --           | --           | --           | --           | 0     | -0    | 0     |
| Colombia Mayores  | 2023              | 3         | 0         | 3         | 2                        | -1                       | 1                        | --           | --           | --           | --           | --           | --           | 5     | -1    | 4     |
| Colombia Mayores  | 2024              | 0         | 0         | 0         | 0                        | 0                        | 0                        | --           | --           | --           | 0            | 0            | 0            | 0     | 0     | 0     |
| Colombia Mayores  | 2025              | --        | --        | --        | 0                        | 0                        | 0                        | --           | --           | --           | --           | --           | --           | 0     | -0    | 0     |
| Colombia Mayores  | Total             | 5         | -0        | 5         | 2                        | -1                       | 1                        | 0            | 0            | 0            | 1            | -0           | 1            | 8     | -1    | 7     |
| Total en Colombia | Total en Colombia | 7         | -1        | 6         | 10                       | -4                       | 7                        | 4            | -5           | 1            | 1            | -0           | 1            | 22    | -10   | 15    |

### Penaltis
| 1.  | 13-10-2013  | Copa Paulista          | São Caetano     | San Bento              | Robson              | Anotado          | 34'               |
| 2.  | 28-07-2013  | Copa Paulista          | São Caetano     | Joseense               | Douglas Caé         | Anotado          | 88'               |
| 3.  | 26-05-2014  | Esperanzas de Toulon   | Colombia Sub-21 | Corea del Sur Sub-21   | Moon Chang-Jin      | Anotado          | 68'               |
| 4.  | 5-06-2015   | Mundial Sub-20         | Colombia Sub-20 | Portugal Sub-20        | André Silva         | Anotado          | 67'               |
| 5.  | 31-03-2018  | Primera División       | Deportes Tolima | Águilas Doradas        | Osorio Botello      | Anotado          | 59'               |
| 6.  | 8-04-2018   | Primera División       | Deportes Tolima | Junior                 | Teófilo Gutiérrez   | Anotado          | 33'               |
| 7.  | 3-06-2018   | Primera División       | Deportes Tolima | Independiente Medellín | Andrés Ricaurte     | Acierto de penal | Tanda de penaltis |
| 8.  | 3-06-2018   | Primera División       | Deportes Tolima | Independiente Medellín | Didier Moreno       | Acierto de penal | Tanda de penaltis |
| 9.  | 3-06-2018   | Primera División       | Deportes Tolima | Independiente Medellín | Javier Calle        | Acierto de penal | Tanda de penaltis |
| 10. | 3-06-2018   | Primera División       | Deportes Tolima | Independiente Medellín | Yulian Anchico      | Fallo de penal   | Tanda de penaltis |
| 11. | 9-06-2018   | Final Primera División | Deportes Tolima | Atlético Nacional      | Dayro Moreno        | Acierto de penal | Tanda de penaltis |
| 12. | 9-06-2018   | Final Primera División | Deportes Tolima | Atlético Nacional      | Alexis Henríquez    | Acierto de penal | Tanda de penaltis |
| 13. | 9-06-2018   | Final Primera División | Deportes Tolima | Atlético Nacional      | Reinaldo Lenis      | Fallo de penal   | Tanda de penaltis |
| 14. | 9-06-2018   | Final Primera División | Deportes Tolima | Atlético Nacional      | Vladimir Hernández  | Fallo de penal   | Tanda de penaltis |
| 15. | 25-07-2018  | Primera División       | Deportes Tolima | Atlético Nacional      | Dayro Moreno        | Anotado          | 16'               |
| 16. | 5-08-2018   | Primera División       | Deportes Tolima | Alianza Petrolera      | Harold Rivera       | Anotado          | 90+3'             |
| 17. | 29-09-2018  | Primera División       | Deportes Tolima | Águilas Doradas        | Osorio Botello      | Anotado          | 67'               |
| 18. | 27-01-2019  | Superliga              | Deportes Tolima | Junior                 | Sebastián Hernández | Acierto de penal | Tanda de penaltis |
| 19. | 27-01-2019  | Superliga              | Deportes Tolima | Junior                 | Víctor Cantillo     | Acierto de penal | Tanda de penaltis |
| 20. | 27-01-2019  | Superliga              | Deportes Tolima | Junior                 | Rafael Pérez        | Acierto de penal | Tanda de penaltis |
| 21. | 20-02-2019  | Primera División       | Deportes Tolima | Junior                 | Luis Narváez        | Anotado          | 4'                |
| 22. | 24-02-2019  | Primera División       | Deportes Tolima | Once Caldas            | Darío Rodríguez     | Anotado          | 83'               |
| 23. | 24-04-2019  | Primera División       | Deportes Tolima | Boca Juniors           | Darío Benedetto     | Anotado          | 44'               |
| 24. | 19-05-2019  | Primera División       | Deportes Tolima | Junior                 | Luis Narváez        | Anotado          | 67'               |
| 25. | 10-08-2019  | Primera División       | Deportes Tolima | Envigado FC            | Jordan Gil          | Anotado          | 84'               |
| 26. | 21-08-2019  | Primera División       | Deportes Tolima | Atlético Bucaramanga   | Sherman Cárdenas    | Fallo de penal   | 90'               |
| 27. | 15-10-2020  | Primera División       | Deportes Tolima | Alianza Petrolera      | Maxi Pérez          | Anotado          | 67'               |
| 28. | 24-10-2020  | Primera División       | Deportes Tolima | La Equidad             | Matías Mier         | Anotado          | 64'               |
| 29. | 29-11-2020  | Primera División       | Deportes Tolima | Junior                 | Miguel Borja        | Anotado          | 89'               |
| 30. | 18-01-2021  | Primera División       | Deportes Tolima | Once Caldas            | David Lemos         | Anotado          | 79'               |
| 31. | 28-01-2021  | Copa Colombia          | Deportes Tolima | Deportivo Pasto        | Leonardo Aponte     | Acierto de penal | Tanda de penaltis |
| 32. | 28-01-2021  | Copa Colombia          | Deportes Tolima | Deportivo Pasto        | Camilo Ayala        | Fallo de penal   | Tanda de penaltis |
| 33. | 28-01-2021  | Copa Colombia          | Deportes Tolima | Deportivo Pasto        | David Gómez         | Fallo de penal   | Tanda de penaltis |
| 34. | 28-01-2021  | Copa Colombia          | Deportes Tolima | Deportivo Pasto        | Ray Vanegas         | Fallo de penal   | Tanda de penaltis |
| 35. | 28-01-2021  | Copa Colombia          | Deportes Tolima | Deportivo Pasto        | Miguel Camargo      | Fallo de penal   | Tanda de penaltis |
| 36. | 7-02-2021   | Primera División       | Deportes Tolima | Independiente Medellín | Agustín Vuletich    | Anotado          | 87'               |
| 37. | 11-02-2021  | Copa Colombia          | Deportes Tolima | Independiente Medellín | Matías Mier         | Acierto de penal | Tanda de penaltis |
| 38. | 11-02-2021  | Copa Colombia          | Deportes Tolima | Independiente Medellín | Agustín Vuletich    | Acierto de penal | Tanda de penaltis |
| 39. | 11-02-2021  | Copa Colombia          | Deportes Tolima | Independiente Medellín | Leonardo Castro     | Acierto de penal | Tanda de penaltis |
| 40. | 11-02-2021  | Copa Colombia          | Deportes Tolima | Independiente Medellín | Andrés Cadavid      | Acierto de penal | Tanda de penaltis |
| 41. | 11-02-2021  | Copa Colombia          | Deportes Tolima | Independiente Medellín | Juan Arboleda       | Acierto de penal | Tanda de penaltis |
| 42. | 31-0-3-2021 | Primera División       | Deportes Tolima | Atlético Nacional      | Geisson Perea       | Anotado          | 90+8'             |
| 43. | 4-06-2021   | Primera División       | Deportes Tolima | Deportivo Cali         | Gastón Rodríguez    | Anotado          | 22'               |
| 44. | 14-06-2021  | Primera División       | Deportes Tolima | La Equidad             | Tanque Herazo       | Anotado          | 63'               |
| 45. | 17-06-2021  | Primera División       | Deportes Tolima | Millonarios            | Juan Pereira        | Anotado          | 90+7'             |
| 46. | 20-10-2021  | Copa Colombia          | Deportes Tolima | Deportivo Pereira      | Henry Rojas         | Acierto de penal | Tanda de penaltis |
| 47. | 20-10-2021  | Copa Colombia          | Deportes Tolima | Deportivo Pereira      | Aldair Gutiérrez    | Acierto de penal | Tanda de penaltis |
| 48. | 20-10-2021  | Copa Colombia          | Deportes Tolima | Deportivo Pereira      | Brayan Castrillón   | Acierto de penal | Tanda de penaltis |
| 49. | 20-10-2021  | Copa Colombia          | Deportes Tolima | Deportivo Pereira      | Rafael Navarro      | Acierto de penal | Tanda de penaltis |
| 50. | 20-10-2021  | Copa Colombia          | Deportes Tolima | Deportivo Pereira      | Carlos Ramírez      | Acierto de penal | Tanda de penaltis |
| 51. | 21-01-2022  | Primera División       | Millonarios     | Deportivo Pasto        | César Arias         | Fallo de penal   | 4'                |
| 52. | 21-01-2022  | Primera División       | Millonarios     | Cortuluá               | Luis Ruiz           | Fallo de penal   | 64'               |
| 53. | 6-08-2022   | Primera División       | Millonarios     | Deportivo Cali         | Santiago Mosquera   | Anotado          | 64'               |
| 54. | 6-11-2022   | Primera División       | Millonarios     | Santa Fe               | Andrey Estupiñán    | Anotado          | 25                |
| 55. | 2-03-2023   | Copa Libertadores      | Millonarios     | Universidad Católica   | Ismael Díaz         | Anotado          | 37'               |
| 56. | 23-04-2023  | Primera División       | Millonarios     | Unión Magdalena        | Issac Camargo       | Anotado          | 38'               |
| 57. | 24-05-2023  | Copa Sudamericana      | Millonarios     | Peñarol                | Matías Arezo        | Anotado          | 49'               |
| 58. | 27-05-2023  | Primera División       | Millonarios     | Boyacá Chicó           | Geimer Balanta      | Fallo de penal   |                   |
| 59. | 31-05-2023  | Primera División       | Millonarios     | América de Cali        | Facundo Suárez      | Fallo de penal   |                   |
| 60. | 24-06-2023  | Final Primera División | Millonarios     | Atlético Nacional      | Dorlan Pabón        | Fallo de penal   | Tanda de penaltis |
| 61. | 24-06-2023  | Final Primera División | Millonarios     | Atlético Nacional      | Danovis Banguero    | Acierto de penal | Tanda de penaltis |
| 62. | 24-06-2023  | Final Primera División | Millonarios     | Atlético Nacional      | Jefferson Duque     | Acierto de penal | Tanda de penaltis |
| 63. | 24-06-2023  | Final Primera División | Millonarios     | Atlético Nacional      | Cristian Zapata     | Fallo de penal   | Tanda de penaltis |
| 64. | 24-06-2023  | Final Primera División | Millonarios     | Atlético Nacional      | Jarlan Barrera      | Fallo de penal   | Tanda de penaltis |
| 65. | 21-09-2023  | Primera División       | Millonarios     | Atlético Huila         | Marcus Vinicius     | Anotado          | 33                |
| 66. | 5-10-2023   | Copa Colombia          | Millonarios     | Alianza Petrolera      | Edwin Torres        | Anotado          | 90+2              |
| 67. | 21-10-2023  | Primera División       | Millonarios     | Santa Fe               | Hugo Rodallega      | Anotado          | 80'               |
| 68. | 21-11-2023  | Primera División       | Millonarios     | Independiente Medellín | Edwuin Cetré        | Anotado          | 7                 |
| 69. | 21-11-2023  | Primera División       | Millonarios     | Independiente Medellín | Edwuin Cetré        | Anotado          | 45+3'             |
| 70. | 18-01-2024  | Superliga              | Millonarios     | Junior                 | Carlos Bacca        | Anotado          | 75'               |
| 71. | 2-03-2024   | Primera División       | Millonarios     | La Equidad             | Elan Ricardo        | Anotado          | 67'               |
| 72. | 31-03-2024  | Primera División       | Millonarios     | Fortaleza CEIF         | César Hinestroza    | Fallo de penal   | 70'               |
| 73. | 2-04-2024   | Copa Libertadores      | Millonarios     | Flamengo               | Pedro               | Anotado          | 62'               |
| 74. | 17-04-2024  | Primera División       | Millonarios     | Junior                 | Marco Pérez         | Anotado          | 77'               |
| 75. | 4-05-2024   | Primera División       | Millonarios     | Junior                 | Carlos Bacca        | Anotado          | 68'               |
| 76. | 20-11-2024  | Primera División       | Millonarios     | Deportivo Pasto        | Daniel Moreno       | Anotado          | 72'               |
| 77. | 15-02-2025  | Primera División       | Millonarios     | Independiente Medellín | Leyser Chaverra     | Anotado          | 19'               |
| 78. | 9-03-2025   | Primera División       | Millonarios     | Junior                 | Tití Rodríguez      | Anotado          | 89'               |
| 79. | 16-05-2025  | Primera División       | Millonarios     | Envigado FC            | Carlos Ramírez      | Fallo de penal   | 39'               |

## Palmarés y distinciones

### Campeonatos nacionales
| Título                | Club            | Año  |
| --------------------- | --------------- | ---- |
| Supercopa Argentina   | San Lorenzo     | 2015 |
| Torneo Apertura       | Deportes Tolima | 2018 |
| Torneo Apertura       | Deportes Tolima | 2021 |
| Copa Colombia         | Millonarios     | 2022 |
| Torneo Apertura       | Millonarios     | 2023 |
| Superliga de Colombia | Millonarios     | 2024 |

### Distinciones individuales
| Distinción                                                                              | Año  |
| --------------------------------------------------------------------------------------- | ---- |
| XI Ideal ACOLFUTPRO                                                                     | 2023 |
| Sexto mayor récord de imbatibilidad en la Primera División de Colombia con 721 minutos. | 2025 |